# Costus foliaceus
Costus foliaceus är en enhjärtbladig växtart som beskrevs av John Michael Lock och Axel Dalberg Poulsen. Costus foliaceus ingår i släktet Costus och familjen Costaceae.
Artens utbredningsområde är Uganda. Inga underarter finns listade.